# Saint-Pardoux-le-Neuf
 Saint-Pardoux-le-Neuf  es una comuna (municipio) de Francia, en la región de Lemosín, departamento de Creuse, en el distrito y cantón de Aubusson.
Su población en el censo de 1999 era de 165 habitantes. 
Está integrada en la Communauté de communes d’Aubusson-Felletin.

## Demografía
| 131 | 146 | 153 | 175 | 164 | 165 |
| Para los censos de 1962 a 1999 la población legal corresponde a la población sin duplicidades (Fuente: INSEE [Consultar]) |     |     |     |     |     |